# Whitney Point
Whitney Point è un comune (village) degli Stati Uniti d'America, situato nello stato di New York, nella contea di Broome.